# Oberbergtal
Das Oberbergtal ist das größte Seitental des Stubaitals (Tirol/Österreich).

## Geographische Lage
Das Tal mündet bei Milders (1.026 m, Gemeinde Neustift im Stubaital) von links in das Haupttal ein. Den Talabschluss bilden die vergletscherten Alpeiner Berge (Schrankogel 3.497 m, Ruderhofspitze 3.474 m, Östliche 3.416 m und Westliche Seespitze 3.355 m), die den Alpeiner Ferner und mehrere Seitengletscher umschließen. Talauswärts sinken die Begleitkämme rechtsseitig zur Brennerspitze (2.877 m) und linksseitig über die Hohe Villerspitze (3.087 m) zum Hohen Burgstall (2.611 m) allmählich ab.
Das Oberbergtal weist im Gegensatz zum parallel verlaufenden Stubaier Unterbergtal eine ausgeprägte weite Trogform auf, die vom Eiszeitgletscher ausgeschürft wurde. Erst im untersten Talabschnitt ab Bärenbad wird das Tal steil und V-förmig. Aus dem Gletscher fließt der Alpeiner Bach, der ab der Oberiss-Alm Oberbergbach heißt. Er wird in einer Bachfassung auf ca. 2.000 m in der Nähe der Alpeiner Alm zur Kraftwerksgruppe Sellrain-Silz der Tiroler Wasserkraftwerke AG (TIWAG) abgeleitet.

## Kulturhistorische Bedeutung
Bis zum kleinen Weiler Seduck (1.472 m) ist das Oberbergtal dauerhaft besiedelt, von da aufwärts gibt es nur mehr Almen, die im Sommer bewirtschaftet werden. Das höchstgelegene Bauwerk ist die 1885 errichtete Franz-Senn-Hütte des Österreichischen Alpenvereins auf 2.149 m.
Das Oberbergtal ist unter Wanderern und Bergsteigern im Sommer wie Winter sehr beliebt und hat eine alpinhistorisch interessante Geschichte. Eine frühe Erwähnung findet sich im Jagdbuch Kaiser Maximilians mit einem Verweis auf den in Vergessenheit geratenen Flurnamen „Naggewann“. Aus dem Jahr 1765 wird ein früher „touristischer“ Besuch berichtet: Kaiser Josef II. besuchte den Alpeiner Ferner. Man darf annehmen, dass diese Bergfahrt damals schon einigermaßen bekannt war, wenn sie sogar in ein kaiserliches Besuchsprogramm Aufnahme fand. 1823 ist ein weiterer hoher Besuch des Alpeiner Ferners aktenkundig: Am 8. September ließ sich die Witwe Napoleons, Erzherzogin Maria Luise von Parma, dort hinauf tragen, begleitet von Schützen und Musikkapelle. Ein Bild dieser Veranstaltung, ein seltenes Zeugnis des weiblichen „Alpinismus“ dieser Zeit, findet sich im Tiroler Landesmuseum Ferdinandeum.